# Иван Попиванов (учител)
Вижте пояснителната страница за други личности с името Иван Попиванов.
Иван Андреев Попиванов е изтъкнат габровски дългогодишен преподавател по математика в Априловска гимназия, основател на хора в храм „Успение Богородично“, общественик.

## Биография
Иван Попиванов е роден на 16 септември 1932 г. в Габрово.
Завършва Априловска гимназия в Габрово и СУ със специалност „Математика“.
От 1 септември 1955 г. до 1 септември 1993 г. работи като преподавател по математика в Априловска гимназия – Габрово. Както сам казва в интервюта „Априловска гимназия е моята съдба“. Той наследява таланта на математик и педагог от неговата майка Мария Попиванова – учител по математика също в Априловска гимназия.
Внук на габровски свещеник, Иван Попиванов е надарен певец и изключително религиозен човек.
Умира на 13 декември 2014 г.

## Приноси и заслуги
- Като учител в Априловска гимназия инициира множество тържества, учебни извънкласни прояви и други полезни занимания за учениците.
- Печели званието „Моят супер учител“ на ТВ предаване „Час по всичко“.
- Съосновател на мъжкия хор на офицерите от запаса „Емануил Манолов“ – Габрово през 1962 г.
- Съосновател на мъжки хор при храм „Успение Богородично“ – Габрово през 1990 г.
- Носител на орден „Кирил и Методий“
- Носител на Почетен знак на Габрово – 1997 г.
- Иван Попиванов е 615-ият почетен гражданин на Габрово. Провъзгласен е през 2013 г., заради големия му принос в областта на образованието, дългогодишната му преподавателска дейност и във връзка с неговата 80-годишнина.